# جیوینوستات
جیوینوستات (انگلیسی: Givinostat) یک بازدارنده هیستون دِاستیلاز با خواص ضدالتهابی، ضد رگ‌زایی و ضد سرطان است. جیوینوستات یک اسید هیدروکسامیک در شکلِ هیدروکلرید است.
چندین کارآزمایی بالینی برای استفاده از این دارو در سرطان‌های خون و میلومای عودکننده در حالِ انجام است. در اتحادیه اروپا جیوینوستات برای درمان آرتریت ایدیوپاتیک جوانان و پلی سیتمی ورا مورد تأیید است.
این دارو توسط شرکت ایتالیایی «ایتال‌فارماکو» ساخته شد و در سال ۱۹۹۷ میلادی ثبت اختراع شد و از سال ۲۰۰۵ میلادی، در متون علمی پزشکی مورد بحث و بررسی قرار گرفته‌است.

## عوارض
شایع‌ترین عوارض جانبی این دارو خستگی (پزشکی) (۵۰٪ موارد)، اسهال خفیف یا شکم‌درد (۴۰٪ موارد)، ترومبوسیتوپنی متوسط (در سک سوم موارد)، لکوپنی خفیف (۳۰٪ موارد) و طولانی‌شدنِ شدیدِ فاصلهٔ QT در نوار قلبی (یک پنجم بیماران) است. در صورت بروز عارضهٔ اخیر، درمان باید بطور موقت، متوقف شود.

## مکانیسم عمل
جیوینوستات هیستون دِاستیلاز ۱ و ۲ و همچنین چندین سیتوکین را مهار می‌کند. این موضوع سبب می‌شود تا فاکتور نکروز تومور، اینترلوکین ۱ آلفا و بتا و اینترلوکین ۶ تضعیف شوند.
جیوینوستات همچنین سبب می‌شود JAK2(V617F) (نوعی آنزیم جهش‌یافته) که در بیماری‌زایی بیماری‌های میلوپرولیفراتیو (از جمله پلی سیتمی ورا) نقش دارد، در سلول‌ها بیان نشود. در بیماری پلی سیتمی ورا کاهش این آنزیم جهش‌یافته، سرعت تکثیر گلبول‌های قرمز غیرطبیعی را کاهش داده و موجب بهبود علائم این بیماران می‌شود.